# Bruno González
Bruno González Cabrera (Las Galletas, 24 maggio 1990) è un calciatore spagnolo, difensore svincolato.

## Caratteristiche tecniche
È un difensore centrale.

## Carriera

### Club
Cresciuto nelle giovanili del Tenerife, ha esordito in Segunda División il 4 giugno 2011 in un match perso 1-0 contro il Las Palmas. Dopo una parentesi in prestito al Teruel, è tornato per due stagioni al Tenerife.
Nel 2014 si è trasferito al Betis, squadra con cui ha vinto la Segunda División nel 2014-2015. Il 25 agosto 2015 riesce così ad esordire in Liga, disputando da titolare  la prima giornata contro il Villarreal. Il 18 novembre 2016, nel corso della dodicesima giornata di campionato, ha segnato contro il Las Palmas la sua prima rete nella Liga.
Nel luglio del 2017 si trasferisce a titolo definitivo al Getafe.

## Statistiche

### Presenze e reti nei club
Statistiche aggiornate al 27 agosto 2018.
| Stagione        | Squadra         | Campionato      | Campionato | Campionato | Coppe nazionali | Coppe nazionali | Coppe nazionali | Coppe continentali | Coppe continentali | Coppe continentali | Altre coppe | Altre coppe | Altre coppe | Totale | Totale | Totale |
| Stagione        | Squadra         | Comp            | Pres       | Reti       | Comp            | Pres            | Reti            | Comp               | Pres               | Reti               | Comp        | Pres        | Reti        | Pres   | Reti   |        |
| --------------- | --------------- | --------------- | ---------- | ---------- | --------------- | --------------- | --------------- | ------------------ | ------------------ | ------------------ | ----------- | ----------- | ----------- | ------ | ------ | ------ |
| 2010-2011       | Tenerife        | SD              | 1          | 0          | CR              | 0               | 0               |                    | -                  | -                  |             | -           | -           | 1      | 0      |        |
| 2011-2012       | Teruel          | SB              | 27         | 1          | CR              | 0               | 0               |                    | -                  | -                  |             | -           | -           | 27     | 1      |        |
| 2012-2013       | Tenerife        | SB              | 38         | 1          | CR              | 1               | 0               |                    | -                  | -                  |             | -           | -           | 39     | 1      |        |
| 2013-2014       | Tenerife        | SD              | 38         | 2          | CR              | 1               | 0               |                    | -                  | -                  |             | -           | -           | 38     | 2      |        |
| Totale Tenerife | Totale Tenerife | Totale Tenerife | 77         | 3          |                 | 2               | 0               |                    | -                  | -                  |             | -           | -           | 79     | 3      |        |
| 2014-2015       | Real Betis      | SD              | 33         | 2          | CR              | 1               | 0               |                    | -                  | -                  |             | -           | -           | 34     | 2      |        |
| 2015-2016       | Real Betis      | PD              | 32         | 0          | CR              | 1               | 0               |                    | -                  | -                  |             | -           | -           | 33     | 0      |        |
| 2016-2017       | Real Betis      | PD              | 16         | 1          | CR              | 2               | 0               |                    | -                  | -                  |             | -           | -           | 18     | 1      |        |
| Totale Betis    | Totale Betis    | Totale Betis    | 81         | 3          |                 | 4               | 0               |                    | -                  | -                  |             | -           | -           | 85     | 3      |        |
| 2017-2018       | Getafe          | SD              | 20         | 0          | CR              | 2               | 0               |                    | -                  | -                  |             | -           | -           | 22     | 0      |        |
| 2018-2019       | Getafe          | PD              | 2          | 0          | CR              | 0               | 0               |                    | -                  | -                  |             | -           | -           | 2      | 0      |        |
| Totale Getafe   | Totale Getafe   | Totale Getafe   | 22         | 0          |                 | 2               | 0               |                    | -                  | -                  |             | -           | -           | 24     | 0      |        |
| Totale carriera | Totale carriera | Totale carriera | 207        | 7          |                 | 8               | 0               |                    | -                  | -                  |             | -           | -           | 215    | 7      |        |

## Palmarès

### Club

#### Competizioni nazionali
- Segunda División: 1

Betis: 2014-2015